# Ilme
De Ilme is een linker zijrivier van de Leine in de Duitse deelstaat Nedersaksen. De rivier is 32,6 kilometer lang en ontwatert in een stroomgebied van ongeveer 393 km² in het zuiden van Nedersaksen. De Ilme ontspringt op een klein hoogveenplateau in het Solling genaamde bosgebied, dat het noordoostelijk deel vormt van het Weserbergland. De Ilme stroomt door Dassel in oostelijke richting naar Einbeck. Drie km ten oosten van die stad mondt de Ilme in de Leine.
Nagenoeg de gehele loop van het riviertje is natuurreservaat. In de Ilme komen enkele tamelijk zeldzame vissen voor, waaronder de beekforel en de Cottus gobio, een niet in de Benelux voorkomende verwant van de rivierdonderpad. Tot de avifauna van het gebied behoren de ijsvogel, de grauwe klauwier en de rode wouw.
- Virtual International Authority File: 242172690